# Yorkville (Ohio)
Yorkville é uma vila localizada no estado norte-americano de Ohio, no Condado de Belmont e Condado de Jefferson.

## Demografia
Segundo o censo norte-americano de 2000, a sua população era de 1230 habitantes.
Em 2006, foi estimada uma população de 1180, um decréscimo de 50 (-4.1%).

## Geografia
De acordo com o United States Census Bureau tem uma área de
1,6 km², dos quais 1,6 km² cobertos por terra e 0,0 km² cobertos por água.

## Localidades na vizinhança
O diagrama seguinte representa as localidades num raio de 8 km ao redor de Yorkville.